# Łysostopek cierpki

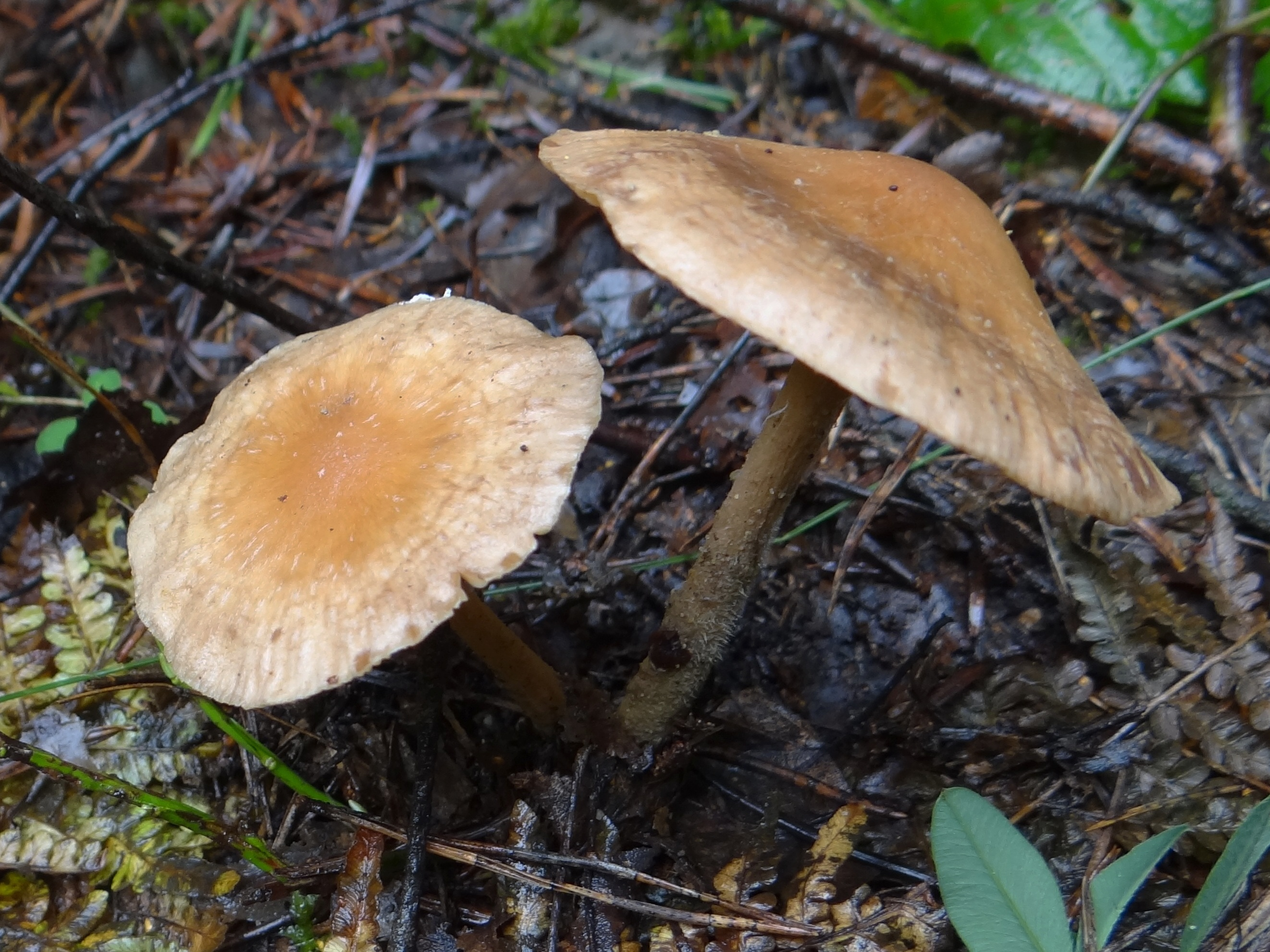
Starsze owocniki

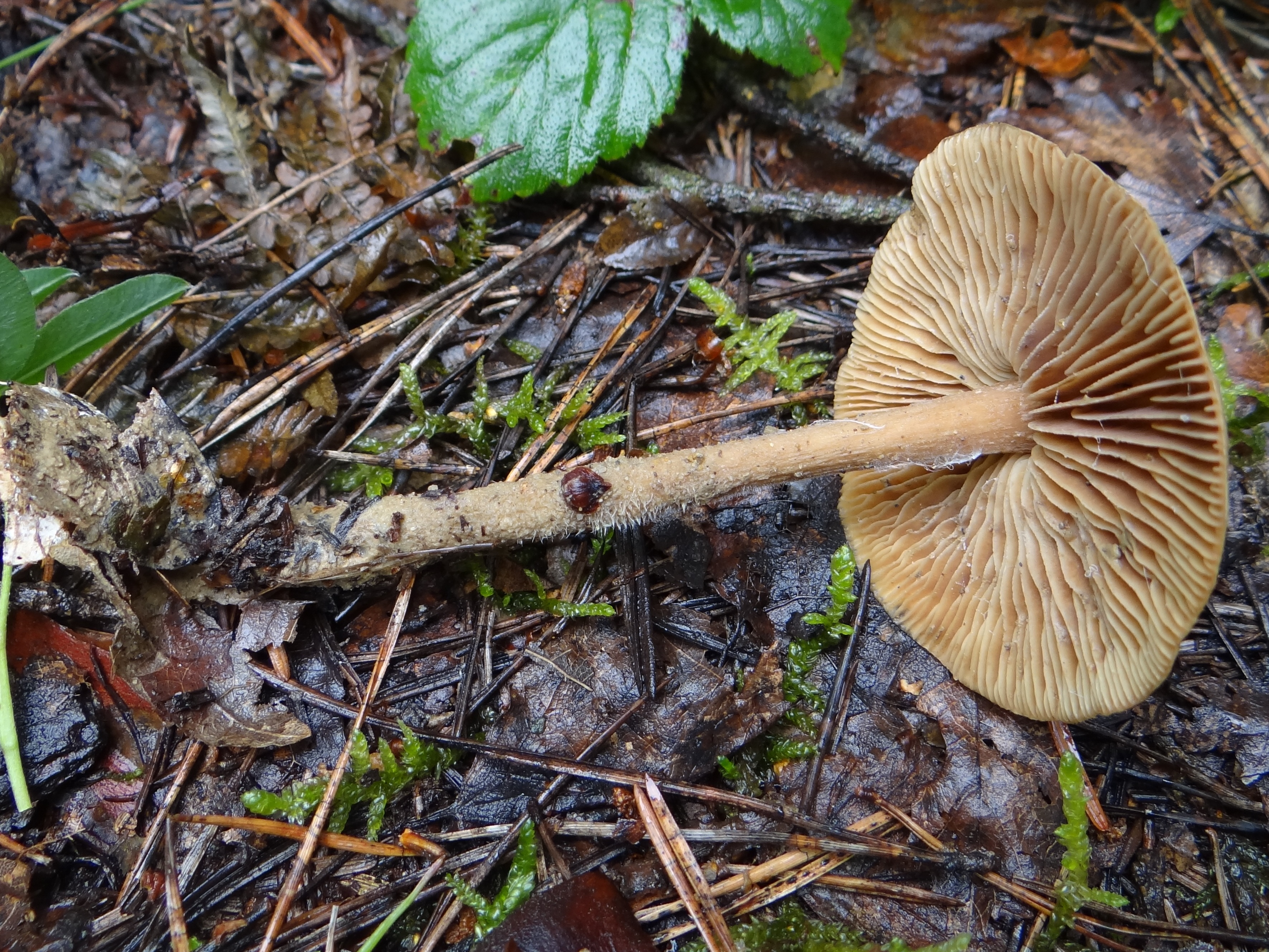
Charakterystyczna grzybnia na dolnej części trzonu

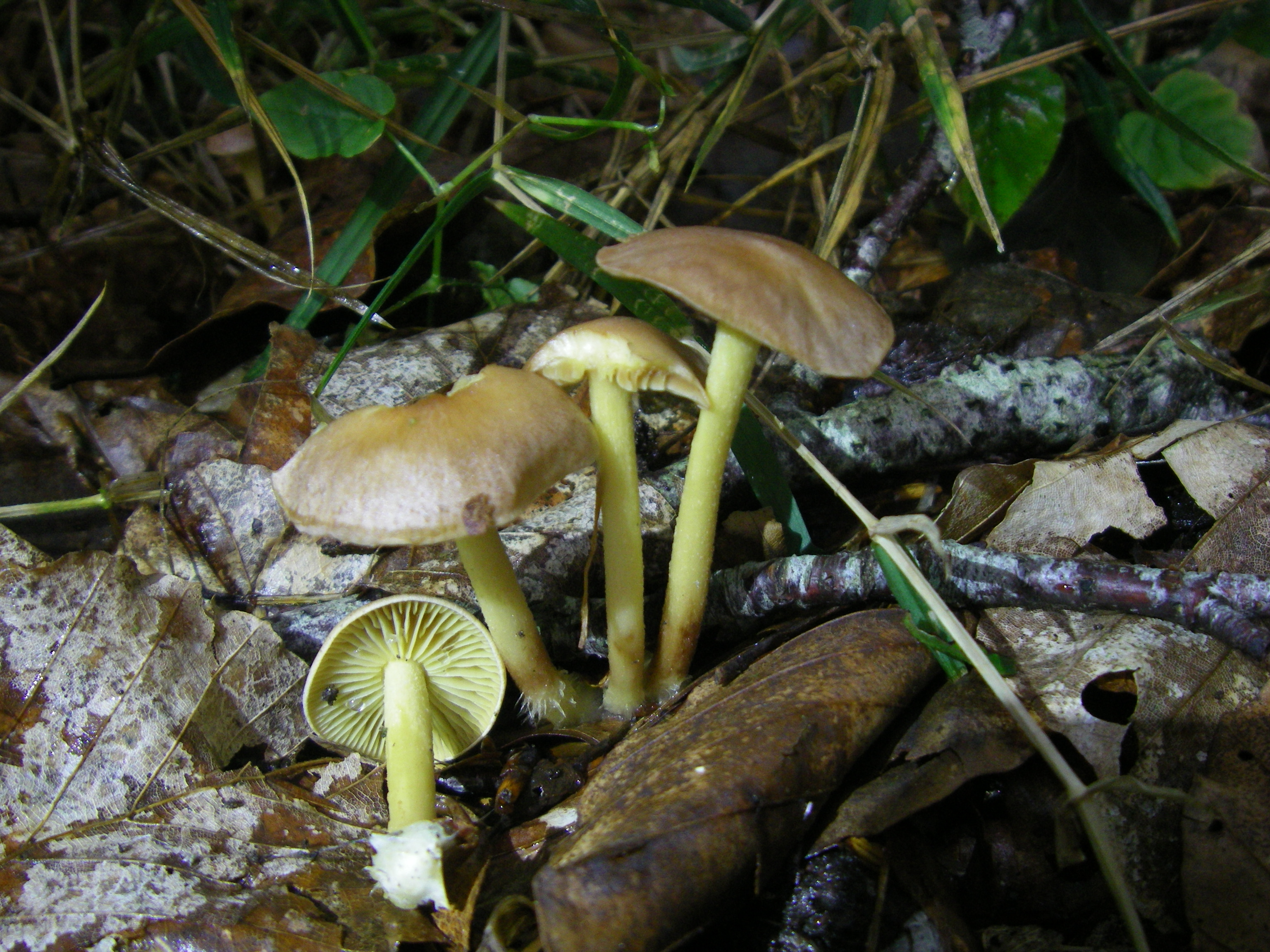
Młode owocniki

Łysostopek cierpki, pieniążek palący (Collybiopsis peronata (Bolton) R.H. Petersen) – gatunek grzybów należący do rodziny Omphalotaceae.

## Systematyka i nazewnictwo
Pozycja w klasyfikacji według Index Fungorum: Collybiopsis, Omphalotaceae, Agaricales, Agaricomycetidae, Agaricomycetes, Agaricomycotina, Basidiomycota, Fungi.
Po raz pierwszy takson ten opisał w 1788 r. James Bolton, nadając mu nazwę Agaricus peronatus. Obecną, uznaną przez Index Fungorum nazwę nadał mu w 2021 r. R.H. Petersen, przenosząc go do rodzaju Collybiopsis.
Niektóre Synonimy naukowe:

- Chamaeceras urens (Bull.) Kuntze 1898
- Collybia peronata (Bolton) P. Kumm. 1871
- Collybia peronata (Bolton) P. Kumm. 1871 var. peronata
- Collybia peronata var. tomentella (Schumach.) Bon 1987
- Collybia rugulosa Schulzer & Bres. 1879
- Collybia urens (Bull.) P. Kumm., 1871
- Gymnopus peronatus (Bolton) Gray 1821
- Marasmius peronatus (Bolton) Fr. 1836
- Marasmius peronatus (Bolton) Fr. 1836 var. peronatus
- Marasmius peronatus var. rugulosus (Schulzer & Bres.) Schulzer & Bres. 1885
- Marasmius urens (Bull.) Fr. 1836

Polską nazwę zaproponował Władysław Wojewoda w 2003 r. Wcześniej w polskim piśmiennictwie naukowym gatunek ten opisywany był jako twardzioszek siodełkowaty i pieniążek palący.

## Morfologia
Kapelusz
O średnicy 2–6 cm, początkowo płasko-wypukły, ale szybko z wgłębionym środkiem. Powierzchnia sucha i gładka o barwie żółtawo-czerwonawo-brązowej, podczas wysychania jaśnieje i staje się ochrowa. Jest delikatnie ciemno promieniście prążkowana, u starszych okazów pomarszczona.
Blaszki
Dość rzadkie, wykrojone ząbkiem lub wąsko przyrośnięte. Czasami przy trzonie bywają żyłkowane. U młodych owocników mają barwę od bladożółtej do żółtej, u starszych są barwy kapelusza. Ostrza jaśniejsze.
Trzon
Wysokość 4–7 cm, grubość ok. 0,5 cm. Jest twardy, łykowaty i powyginany. Powierzchnia drobno kosmkowata, w dolnej części oficie pokryta białą lub żółtawą, szczeciniastą grzybnią.
Miąższ
U młodych okazów białawy, u starszych jasnobrunatny. Smak ostry, piekący, zapach słaby i nieokreślony.
Wysyp zarodników
Biały, Zarodniki elipsoidalne, gładkie, o rozmiarach 6–8 × 3–4 μm.
Gatunki podobne
- monetnica maślana (Rhodocollybia butyracea). Ma tłusty, błyszczący kapelusz o ciemnoczerwonej barwie[5]
- łysostopek pospolity (Gymnopus dryophilus). Ma pomarańczowobrązowy kapelusz i gładki trzon[5].
- łysostopek niemiły (Gymnopus hariolorum). Ma gęste blaszki, przykry zapach gnijącej kapusty a smak podobny do rzodkiewki[4].

Łysostopka cierpkiego charakteryzuje duża zmienność barwy kapelusza, ale od podobnych gatunków łatwo można go odróżnić po dwóch cechach; grzybni na dolnej części trzonu i cierpkim, palącym smaku. Od innych łysostopków odróżnia się także tym, że jego blaszki na starość zmieniają barwę na ochrową, taką jak kapelusz.

## Występowanie i siedlisko
Występuje głównie w Europie. Jest tutaj szeroko rozprzestrzeniony. Ponadto podano jego stanowiska w Kolumbii Brytyjskiej w Kanadzie i w Japonii. W Polsce jest bardzo pospolity.
Saprotrof spotykany w różnego typu lasach, na obrzeżu lasów, w parkach miejskich. Rośnie na ziemi wśród liści lub w ściółce leśnej, wśród mchów. Owocniki wytwarza od października do listopada. Zazwyczaj rośnie w grupach, ale nie tworzy kęp.

## Znaczenie
Grzyb niejadalny ze względu na ostry, piekący smak.